# Чавдар Николов
Чавдар Младенов Николов е български професионален дипломат.

## Биография
Роден е в семейството на Младен Николов Младенов, български дипломат, посланик в страни от Латинска Америка и в Афганистан през 1970-те и 1980-те години. Чавдар Николов е първи братовчед на Николай Младенов, външен министър през 2010 – 2013 г.
Николов завършва Московския държавен институт по международни отношения през 1971 г. и постъпва в Министерството на външните работи. Дипломат в посолствата в Белград, Югославия (1974 – 1977), Акра, Гана (1979 – 1983) и Богота, Колумбия (1986 – 1990). Първият му мандат като посланик в Бразилия продължава 7 години, от 1993 до 2000 г. Ръководител на дирекция „Америка, Австралия и Океания“ в МВнР (2000 – 2002). Генерален консул в Торонто, Канада (2002 – 2005). Посланик в Куба в продължение на 6 години, от 2006 до 2012 г.
През 2012 г. министър Николай Младенов в противоречие с принципа на ротация го премества от поста му посланик в Хавана като посланик в Бразилия, с което започва вторият му мандат там. Там посланик Николов пренебрегва случая с осъдения за наркотрафик олимпийски шампион Гълъбин Боевски, който на 23 октомври 2013 г. пристига в София за пълна изненада на МВнР и българските правоохранителни органи. Министър Кристиан Вигенин и дисциплинарният съвет на МВнР разглеждат работата на Николов и на 6 ноември 2013 г. решават мандатът му да бъде прекратен предсрочно заради неинформиране на София за очакваното завръщане на Г. Боевски. Николов не се подчинява на решението на министерството и изпраща открито писмо на несъгласие. Заявява, че Боевски бил освободен благодарение на действията на посолството, което обаче не могло да знае датата на самото освобождаване. Николов на свой ред търси сметка от МВнР и министър Вигенин защо не са предприели действия за сключване на договор за правна помощ с Бразилия, предложения за което посланикът бил направил през декември 2012 г.. Президентът Росен Плевнелиев прекратява предсрочно мандата на Чавдар Николов с указ от 28 февруари 2014 г.